# America Latina
Pour plus de détails, voir Fiche technique et Distribution.
America Latina est un film italien réalisé par Damiano et Fabio D'Innocenzo, sorti en 2021.

## Fiche technique
Sauf indication contraire, les informations mentionnées dans cette section peuvent être confirmées par la base de données cinématographiques IMDb,  présente dans la section « Liens externes ».
- Titre français : America Latina
- Réalisation et scénario : Damiano et Fabio D'Innocenzo
- Décors : Carlotta Simula
- Costumes : Massimo Cantini Parrini
- Photographie : Paolo Carnera
- Montage : Walter Fasano
- Pays de production :  Italie
- Format : couleur — 2,39:1
- Genre : thriller
- Durée : 90 minutes
- Dates de sortie :
  - Italie : 9 septembre 2021 (Mostra de Venise) ; 13 janvier 2022 (sortie nationale)
  - France : 17 août 2022
- Classification :
- France : Tout public avec avertissement lors de sa sortie en salles mais déconseillé aux moins de 12 ans à la télévision.

## Distribution
- Elio Germano (VF : Tangi Daniel) : Massimo Sisti
- Astrid Casali (VF : Sabrina Horvais-Amengual) : Alessandra Sisti
- Sara Ciocca : Lucia
- Maurizio Lastrico (VF : Valéry Forestier) : Simone
- Carlotta Gamba (VF : Annaëlle Manquest) : Laura Sisti
- Federica Pala (VF : Annaëlle Manquest) : Ilenia Sisti
- Filippo Dini (VF : Yann Legay) : Roberto
- Massimo Wertmüller (VF : Jean Barrier) : le père de Massimo

## Accueil

### Critique
En France, le site Allociné propose une moyenne des critiques de presse à 2,7/5.

## Distinction

### Sélection
- Mostra de Venise 2021 : en compétition